# Sandiás
Sandiás település Spanyolországban, Ourense tartományban. Sandiás Vilar de Santos, Allariz, Xunqueira de Ambía és Xinzo de Limia községekkel határos. Lakosainak száma 1113 fő (2024).

## Népesség
A település népessége az elmúlt években az alábbi módon változott:
| Lakosok száma | 1687 | 1585 | 1525 | 1466 | 1342 | 1297 | 1261 | 1206 | 1170 | 1113 |
|               | 2001 | 2004 | 2007 | 2009 | 2012 | 2014 | 2017 | 2019 | 2022 | 2024 |